# Véretz
Véretz är en kommun i departementet Indre-et-Loire i regionen Centre-Val de Loire i de centrala delarna av Frankrike. Kommunen ligger i kantonen Montlouis-sur-Loire som tillhör arrondissementet Tours. År 2022 hade Véretz 4 682 invånare.

## Befolkningsutveckling
Antalet invånare i kommunen Véretz
Referens:INSEE